# Rot Weiss Ahlen
Il Rot Weiss Ahlen e.V. è una società calcistica tedesca di Ahlen, Renania Settentrionale-Vestfalia. Nella stagione 2020-2021 milita in Regionalliga West, la quarta serie del calcio tedesco.
Fino al 2006 fu nota come LR Ahlen, denominazione derivata dallo sponsor LR Health & Beauty Systems.

## Storia
Il club trae le sue origini dalle squadre di calcio fondate da minatori nei primi anni del Novecento. La più importante, il Freie Sportclub Union (FSCU), fu fondata nel 1917 e in poco tempo divenne una delle più conosciute della regione. L'avvento del Nazismo in Germania nel 1933 però, fece smantellare questa e molte altre squadre formate da individui politicamente indesiderabili. Sempre nello stesso anno fu formato il Tus Germania Ahlen, che successivamente si unì al Wacker Ahlen per creare la più grande associazione calcistica della città.
Alla fine della Seconda guerra mondiale, otto squadre locali formarono il TuS Ahlen. La nuova società giocò per decenni nelle leghe regionali in terza e quarta divisione fino a quando, nel 1991, non andò incontro ad una grave crisi finanziaria e di risultati. Contemporaneamente Helmut Spikker, proprietario della LR Health & Beauty Systems, multinazionale attiva nella cosmetica, si fece avanti per acquistare la società.
Con questo sponsor il Tus Ahlen iniziò ad inanellare una serie impressionante di successi partita nel 1992 in Berzirksliga Westfalen (VII) e terminata nel 1996 con la promozione in Regionalliga West/Südwest (III). Sempre nel 1996 il TuS Ahlen si unì al Blau-Weiß Ahlen per formare l'LR Ahlen (ufficialmente Leichtathletik Rasensport Ahlen). L'ascesa verso la Zweite Bundesliga fu sospesa per degli anni, nonostante fossero stati acquistati nel campionato 1998-1999 giocatori con passata esperienza in Bundesliga. Nel 2000 la squadra terminò al secondo posto la stagione e grazie alla vittoria per 2-1 contro l'Union Berlino si guadagnò l'accesso in seconda divisione.
L'Ahlen restò in Zweite Liga per sei stagioni, ottenendo come miglior risultato il sesto posto al suo primo campionato disputato. Nel 2006 la squadra retrocesse in Regionalliga e perse anche lo sponsor principale. Di conseguenza, il 1º giugno 2006 la società assunse la denominazione di Rot Weiss Ahlen.

## Palmarès

### Competizioni nazionali
- Fußball-Regionalliga: 1

2007-2008 (girone nord)